# Coccus anneckei
Coccus anneckei är en insektsart som beskrevs av De Lotto 1962. Coccus anneckei ingår i släktet Coccus och familjen skålsköldlöss. Inga underarter finns listade i Catalogue of Life.